# Rue du Général-Taupin
La rue du Général-Taupin (en occitan : carrièra del Generau Taupin) est une voie de Toulouse, chef-lieu de la région Occitanie, dans le Midi de la France.

## Situation et accès

### Description
La rue du Général-Taupin est une voie publique. Elle se trouve dans le quartier de Marengo.
Elle naît perpendiculairement à la rue Bernard-Ortet, presque à mi-hauteur de la colline du Calvinet, à 162 mètres d'altitude. Longue de 337 mètres, d'une largeur régulière de 8 mètres, elle est orientée au nord, suivant approximativement la courbe de niveau du Calvinet. Elle reçoit successivement, à gauche, les rues Voltaire, François-Mansart et Homère, puis rencontre la rue Noémie-Dessalles. Elle se termine au carrefour de la rue Frédéric-Petit.
La chaussée compte une seule voie de circulation automobile en sens unique, de la rue Noémie-Dessalles vers la rue Bernard-Ortet dans sa première partie, et de la rue Noémie-Dessalles vers la rue Frédéric-Petit dans sa dernière partie. Elle appartient à une zone 30 et la vitesse est limitée à 30 km/h. Il n'existe pas de bande, ni de piste cyclable, quoiqu'elle soit à double-sens cyclable sur toute sa longueur.

### Voies rencontrées
Le rue du Général-Taupin rencontre les voies suivantes, du sud au nord (« g » indique que la rue se situe à gauche, « d » à droite) :
1. Rue Bernard-Ortet
2. Rue Voltaire (g)
3. Rue François-Mansart (g)
4. Rue Homère (g)
5. Rue Noémie-Dessalles
6. Rue Frédéric-Petit

## Odonymie

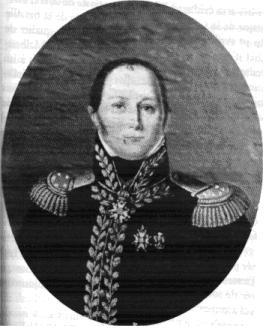
Portrait d'Éloi Charlemagne Taupin.

La rue est nommée en l'honneur d'Éloi Charlemagne Taupin (1767-1814). Militaire au régiment du Roi, il est sous-lieutenant, puis capitaine au 1er bataillon des volontaires de l'Oise. Pendant les guerres de la Révolution, entre 1792 et 1799, il sert à l'armée du Nord, à l'armée de l'Intérieur, puis à l'armée d'Helvétie. Il se fait remarquer en 1800 à Montebello et à Marengo. En 1803, il est à l'armée de Batavie, puis il fait les campagnes d'Allemagne, de Prusse et de Pologne entre 1805 et 1807, et se signale encore à Austerlitz et à Eylau. En 1808, il passe à l'armée d'Espagne. Le 21 juin 1813, il participe à la bataille de Vitoria sous les ordres du général Honoré Charles Reille. Il s'illustre encore pendant la retraite de l'armée des Pyrénées, à Sorauren, Ascain, Bassussary, puis Orthez. Le 10 avril 1814, lors de la bataille de Toulouse, la division de Taupin occupe la redoute de la Cépière, établie sur la crête du Calvinet. Après avoir décimé le premier assaut anglais, il lance une contre-attaque dans laquelle il est blessé d'un coup de feu : il meurt peu après à 11 heures de sa blessure. La confusion qui suit sa mort permet à William Carr Beresford de s'emparer de la redoute.
D'ailleurs, plusieurs voies du quartier Marengo, aménagé dans la deuxième moitié du XIXe siècle, entre 1858 et 1865, ont reçu le nom de personnalités liées à la bataille de Toulouse, telles que la rue Nicolas-Soult, la rue Bertrand-Clauzel, la rue du Général-Honoré-Gazan, la rue du Général-Jean-Pégot, la rue Honoré-Reille et la rue Dalmatie.

## Histoire
Le 27 juin 2025, le sol d'un jardin s'affaisse, créant un trou de 20 mètres de profondeur, à la suite des travaux de creusement de la ligne C du métro. Il fait suite à un premier effondrement, ayant touché une maison de la rue Louis-Massé, dans le quartier de Bonnefoy, une semaine plus tôt, le 20 juin.

## Patrimoine et lieux d'intérêt
- no  2 : maison (deuxième quart du XXe siècle)[10].
- no  4 : maison (premier quart du XXe siècle)[11].
- no  7 : maison toulousaine (premier quart du XXe siècle)[12].
- no  9 : maison toulousaine (premier quart du XXe siècle)[13].
- no  11 : maison toulousaine (premier quart du XXe siècle)[14].
- no  15 : maison toulousaine (deuxième moitié du XIXe siècle)[15].
- no  36 bis : maison (premier quart du XXe siècle)[16].
- no  37 : maison toulousaine (premier quart du XXe siècle)[17].